# Rubén Morelli
Rubén Omar Morelli (Rosario, 8 de mayo de 1963; ibídem, 14 de noviembre de 1996) fue un futbolista argentino. Se desempeñaba como centrocampista y su primer club fue Rosario Central.

## Trayectoria
Luego de realizar las divisiones inferiores en el club de Barrio Arroyito, tuvo su debut como profesional el 14 de octubre de 1984 en cotejo ante Argentinos Juniors por la 27.ª fecha del Campeonato Metropolitano, derrota canalla 0-3; remplazó a Héctor Chazarreta al minuto 78. Sumó una presencia más en el cuadro auriazul, en esta ocasión como titular, en la victoria 3-0 frente a Platense por la última jornada del certamen; Central ya había perdido la categoría y presentó un equipo con mayoría de juveniles. En 1985 fue cedido a préstamo a Argentino de Rosario, mientras la Academia recuperaba rápidamente su lugar en la Primera División de Argentina; Morelli retornó al club pero fue dejado libre.

Posteriormente se desempeñó en Villa Dálmine, para recalar en 1990 en Central Córdoba de Rosario. Con el charrúa fue protagonista en la campaña de campeón de Primera B 1990-91, logrando el ascenso a la Primera B Nacional. Convirtió un gol en el partido de la última fecha en que Córdoba venció a Chacarita Juniors 4-1 en condición de visitante y aseguró el título.
En la temporada siguiente fichó por Instituto de Córdoba, pasando en a mediados de 1992 a Gimnasia y Esgrima de Jujuy. Con el Lobo logró también ascender a la B Nacional, al derrotar en la final del Torneo Zonal Noroeste a Chacarita por 3-1 en la revancha (había perdido 0-1 en el partido de ida); nuevamente Morelli se hizo presente en el marcador con un tanto. Se mantuvo en el cuadro jujeño una temporada más y, con menor participación, integró el plantel campeón de la segunda categoría, logrando el ascenso a Primera División.
Sobre el final de su carrera jugó en Huracán de Chabás, en la Liga Casildense de Fútbol, en la provincia de Santa Fe. Había llegado a la final del campeonato de 1996 ante Belgrano de Arequito, que era dirigido por Jorge Sampaoli, cuando en los días previos a disputarse el partido revancha Morelli se encontraba trabajando como pintor y recibió una descarga eléctrica que dio fin a su vida.

## Palmarés
| Equipo                      | País      | Título                       | Año     |
| --------------------------- | --------- | ---------------------------- | ------- |
| Central Córdoba de Rosario  | Argentina | Primera B                    | 1990-91 |
| Gimnasia y Esgrima de Jujuy | Argentina | Ascenso a Primera B Nacional | 1993    |
| Gimnasia y Esgrima de Jujuy | Argentina | Primera B Nacional           | 1993-94 |